# Bathyphlebia
Bathyphlebia este un gen de molii din familia Saturniidae.

## Specii
- Bathyphlebia aglia R. Felder & Rogenhofer, 1874 — Columbia
- Bathyphlebia eminens (Dognin, 1891) — Ecuador
- Bathyphlebia eminentoides Brechlin & Meister, 2009
- Bathyphlebia johnsoni Oiticica & Michener, 1950
- Bathyphlebia rufescens Oiticica & Michener, 1950